# 八代工業高等専門学校
八代工業高等専門学校（やつしろこうぎょうこうとうせんもんがっこう、英称:Yatsushiro National College of Technology）は、熊本県八代市にあった日本の国立高等専門学校。1974年に設置され、2009年10月1日熊本電波工業高等専門学校と再編統合された。略称は八代高専。

## 沿革
- 1974年6月7日　設立、機械電気工学科・情報電子工学科・土木建築工学科の3学科で発足
- 1989年4月1日　生物工学科設置
- 1994年4月1日　専攻科設置（生産情報工学専攻、生物工学専攻、環境建設工学専攻）
- 2004年4月1日　独立行政法人化（独立行政法人国立高等専門学校機構八代工業高等専門学校）
- 2004年11月1日　創立30周年記念式典が挙行される
- 2006年5月8日　「生産システム工学」教育プログラムがJABEE認定を受ける
- 2007年9月3日　熊本電波工業高等専門学校との合併に向けて、検討が始まることを公表[1]
- 2009年10月1日　熊本電波高専と共に、熊本高等専門学校として再編。[2][3]

## 歴代校長
- 初代　清田　堅吉（1974年6月7日～1983年4月1日）
- 2代　井上　正康（1983年4月1日～1990年3月31日）
- 3代　小林　朝人（1990年4月1日～1998年3月31日）
- 4代　佐藤　泰生（1998年4月1日～2005年3月31日）
- 5代　宮川　英明（2005年4月1日～2009年9月30日）

## 教育方針

### 理念
- 「変化する社会に柔軟に対応することのできる自立した実践的技術者の育成」
- 「科学技術による地域社会への貢献」

なお、実戦的技術者とは、「複眼的な視点から技術を理解し、実践の場において、地域・社会のニーズに応え、アイデアを実現できる能力を備えた技術者」と定義されている。

### 教育目標
JABEE認定を受けている「生産システム工学プログラム」に基づいた目標が制定されている。
A.知徳体の調和した人間性を身につけた技術者
B.技術の基礎となる技能と知識を身につけた技術者
C.複眼的な視点から問題を解決する能力を持った技術者
D.技術のあり方に対する倫理観を身につけた技術者
E.知的探求心を持ち、主体的に問題に取り組む技術者
F.基本的なコミュニケーション能力を身につけた技術者
G.社会性・協調性を身につけた技術者

## 設置学科

### 学科（準学士課程）
- 機械電気工学科（M科）
  - 4年次より電気系科目と機械系科目に分かれて受講する。どの講座を取るかは自由なため、明確に専攻が分かれる事はない。4年生後半にある総合実習にて5年で配属される研究室を決める。研究室は、機械系・電気電子系・熱流体系・材料系へ分かれる。5年生における課題研究では11月と2月に研究発表を行い、研究室によっては学会発表を行う。また、求人倍率が最も高い学科であり、平成20年度の求人倍率は約30倍という現代において非常に高い値となっている。
- 情報電子工学科（E科）
  - 5年次より情報コースと電子コースに分かれる。
- 土木建築工学科（C科）
  - 4年次より土木コースと建築コースに分かれる。土木より建築コースを選ぶ学生が多い。

上記の3学科は、高専でも数少ない複合学科である。
- 生物工学科（B科）
  - 全国の高専で、初めて設置された生物系の学科である。ほかの三学科とくらべ、女子学生が多い。

### 専攻科（学士課程）
- 生産情報工学専攻
  - 専攻が各高専で3つまでしか設置できないため、生産情報工学専攻では、内部で機械コースと情報コースに分かれている。本科からの内部進学者の場合、M科出身者が機械コースへ、E科出身者が情報コースへと自動的に振り分けられる。専門選択科目は相互に取れるため、例えばM科出身者がE系科目を取ることが可能である。
- 環境建設工学専攻
- 生物工学専攻

## 施設
- 事務棟
- 一般科目棟
  - 1～3年の全教室、教員室、多目的実験室・演習室がある。校舎改修以降エレベーターが設置された。(基本的に学生は使用できない）
- 専門科目棟-1
  - M科、E科、C科の4、5年教室や教員室、研究室・実験室、情報処理センターがある。
- 専門科目棟-2
  - B科の4、5年教室や教員室、研究室・実験室がある。ほこりを嫌うため、土足厳禁になっている。
- 専攻科棟
  - 土足厳禁である。
- 実習工場
  - 設備は、機械仕上工場、内燃機関実験室、鋳造工場、鍛造工場、木型工場、画像処理室、水理学実験室、講義室、土質工学実験室、構造材料実験室がある。
- 共同教育研究棟
- ロボットハウス
  - ロボコンチームの作業場所。プレハブ。
- 図書館（2007年の一時期、B科の2年生教室が仮に置かれた。同時に一階のLL教室と視聴覚室に全学科の1年生の教室が置かれた
- 龍峰会館
  - 福利施設。保健室や売店・自販機があるほか、学生会室、文化系の部室（共用）がある。
- 食堂
- 体育館
  - 第1体育館と第2体育館がある。第一体育館には、剣道場と柔道場が併設されている。
- 学生寮
  - 男子寮は「八龍寮」、女子寮は「夕葉寮」と名付けられている。
- ほかに、弓道場、非常勤講師宿舎、倉庫、車庫、アメダスの観測施設がある。

## 学生寮
- 八龍寮（男子寮）

北寮と南寮に分かれており、さらにそれぞれ階段を挟み東西に分かれている。各部屋にエアコンが設置されたが、老朽化が目立つ（少しずつ設備の更新が行われてはいる）。北寮一階には食堂や寮事務室があり、ここだけは女子寮生の立ち入りが許可されている。なお、ロビーにアイスクリームの自販機が設置された。
- 夕葉寮（女子寮）

八代高専内で最も新しい建物で、正面玄関と裏口にはカードキーが設置されている。裏口は、食堂との通路になっている（ただし、一旦外に出ることとなる）。

## アクセス
- 肥薩おれんじ鉄道 - 肥後高田駅

最寄り駅は上記の肥後高田駅だが、列車が上下とも1時間に1本しか来ないため、鹿児島本線熊本方面及び肥薩線人吉方面から列車通学する学生には、JR八代駅から自転車または原付バイクを利用する者もいる。また、鹿児島県（特に出水市・阿久根市）から通学する学生も多い。
- 九州産交バス
  - 短大高専前バス停
  - 高田駅前バス停

八代駅前バス停からの所要時間は約10分で、運賃は200円である。
- 九州自動車道 - 八代IC
- 南九州西回り自動車道 - 八代南IC

本校のすぐそばを国道3号線が通っており、入口の交差点には標識やモニュメントが設置されている。